# Спорт Уанкайо
«Спорт Уанка́йо» (исп. Deportivo Sport Huancayo) — перуанский футбольный клуб из города Уанкайо. В настоящий момент выступает в Примере, сильнейшем дивизионе страны.

## История
Команда была основана 7 февраля 2007 года, а уже в 2008 году победила в Кубке Перу и благодаря этому успеху получила право на следующий сезон выступать в Примера дивизионе Перу.
В свой дебютный год в Примере «Спорт Уанкайо» занял 4-е место, и получил право в 2010 году выступить в Южноамериканском кубке, причём клуб был напрямую допущен во второй раунд, но там он был разгромлен с общим счётом 2:9 уругвайским клубом «Дефенсор Спортинг».
В 2010 году, на свой второй год в Примере, клуб выступил менее удачно чем в первый, заняв по итогам сезона восьмое место.
В 2011 году команда добилась наивысшего успеха в своей истории, заняв третье место в чемпионате Перу и пробившись в розыгрыш Кубка Либертадорес 2012. Более опытная аргентинская команда «Арсенал Саранди» без особых проблем переиграла перуанцев в предварительном раунде, однако «Спорт Уанкайо» на этот раз на международной арене выступил более достойно — поражение 0:3 и ничья 1:1.
Домашние матчи команда проводит на стадионе «Марискаль Кастилья» (либо просто «Уанкайо»), вмещающем 20 000 зрителей.

## Достижения
- Обладатель Кубка Перу (1): 2008

## Участие в южноамериканских кубках
- Кубок Либертадорес (1):
  - Квалификационный (первый) этап — 2012
- Южноамериканский кубок (8):
  - Второй этап — 2010
  - Первый этап — 2013
  - Второй этап — 2016
  - Первый этап — 2017
  - Второй этап — 2018
  - Первый этап — 2019
  - 1/8 финала — 2020
  - Групповой этап — 2021